# Єдрез
Єдре́з (рос. Едрез) — річка в Кіровській області (Унинський район), Росія, права притока Лумпуна.
Річка починається у межиріччі середніх течій річок Ярань та Андик. Русло спрямоване спочатку на південний схід, потім на схід. Впадає до Лумпуна нижче урочища Єлда.
Річка повністю пересихає влітку. Береги заліснені. Над річкою не розташовано населених пунктів, в середній течії збудовано міст.
| Річка | Це незавершена стаття про річку. Ви можете допомогти проєкту, виправивши або дописавши її. |